# Zuid-Waziristan

Zuid-Waziristan in geel

Zuid-Waziristan (Urdu: جنوبی وزیرستان) is het zuidelijke deel van Waziristan, een bergachtig gebied in Pakistan vallend onder de Federaal Bestuurde Stamgebieden.
Zuid-Waziristan grenst in het noorden aan Noord-Waziristan. Noord-Waziristan wordt bewoond door de Wazir-stammen, Zuid-Waziristan door de Mahsuds. Beide worden tot de Pathanen gerekend.
Sinds 2004 woedt er de Oorlog in Waziristan.